# Assen Dazew
Assen Borissow Dazew (bulgarisch Асен Борисов Дацев; * 11. Februar 1911 in Kamenar; † 12. Februar 1994 in Sofia) war ein bulgarischer Physiker.

## Leben
Nach einem Studium in Sofia, setzte er von 1934 bis 1938 seine Studien in Paris fort. Ab 1950 war er dann als Professor an der Universität Sofia tätig. Er war Mitglied der Bulgarischen Akademie der Wissenschaften.
In seinen wissenschaftlichen Arbeiten befasste er sich mit Fragen der Wärmeleitfähigkeit, der Begründung der Quantenmechanik und der theoretischen Physik. Er wurde mit dem Dimitroffpreis ausgezeichnet.